# ミヤマウド
ミヤマウド（深山独活、学名：Aralia glabra ）はウコギ科タラノキ属の多年草。

## 特徴
ウドに似るが、茎は細長く、全体に無毛で紅紫色を帯び、高さは80-150cmになる。葉は互生し、2-3回3出羽状複葉になり、小葉は長さ3-6cm、幅1.5-3cmの卵形で薄く、先端は尾状にとがり、縁はとがった鋸歯になる。
花期は6-8月。茎先か、上部の葉腋に散形花序をまばらに円錐花序状につける。花の数はウドと比べはるかに少ない。花はやや紫色を帯びた緑色の5弁花で、径3mm、花弁は3角状卵形で、萼歯牙は小さい。雄蕊は5個。花柱は5個。果実は液果になり、球形で黒紫色に熟し、径3mmになる。

## 分布と生育環境
日本固有種。本州の中部地方と関東地方に分布し、低山帯から亜高山帯の針葉樹林下や林縁に生育する。

## 利用
同属のウドやタラノキと異なり、ふつう食用としない。